# Stenopogon nathani
Stenopogon nathani är en tvåvingeart som beskrevs av Joseph och Parui 1976. Stenopogon nathani ingår i släktet Stenopogon och familjen rovflugor. Inga underarter finns listade i Catalogue of Life.